# Bones pràctiques agràries

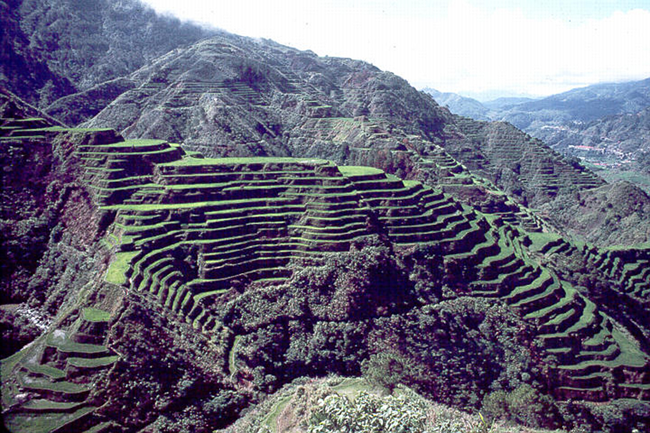
El cultiu en terraces es considera una Bona Pràctica Agrària per a la conservació del sòl en zones amb forts pendents.

Les bones pràctiques agràries són el conjunt de tècniques i pautes orientades a l'explotació agrària enfocades a garantir la sostenibilitat ambiental, econòmica i social dels productes agrícoles. Hom s'hi refereix a vegades amb les seves sigles en anglès, GAP (Good Agriculture Practices).
Una agricultura sostenible necessita preservar els recursos naturals que utilitza. La humanitat en el decurs de segles d'activitat agrària ha observat com a la llarga molt sovint es perdien els sòls per l'erosió o la salinització i més modernament com pot quedar afectada la totalitat de l'explotació i el medi ambient per la contaminació derivada de l'ús dels agroquímics i la gestió deficient dels residus. A partir de l'experiència d'una gran erosió a les Grans Planes dels Estats Units d'Amèrica durant la dècada de 1930 que es va anomenar dust bowl (conca de la pols) es desenvoluparen un seguit de pràctiques centrades en un primer moment en la conservació dels sòls conegudes com a millores pràctiques de gestió (Best Management Practices o BMP).
Actualment s'han codificat aquestes actuacions i s'ha legislat al respecte de manera que en alguns casos són d'obligat compliment especialment per a rebre les subvencions agrícoles a la Unió Europea.

## Objectius principals de les bones pràctiques agràries
L'Organització de les Nacions Unides per a l'Agricultura i l'Alimentació, en un estudi elaborat per un comitè tècnic va delimitar el 2003 deu àrees d'acció pel que fa a recomanacions sobre bones pràctiques agràries: sòl, producció animal, collita i el processament i emmagatzematge en l'explotació, aigua, salut i benestar dels animals, explotació de l'energia i gestió dels residus, cultius i producció farratgera, benestar, salut i seguretat de les persones, protecció de les plantes, i fauna i flora silvestres i paisatge. Alhora, per a cadascuna d'aquestes àrees va definir unes recomanacions i propostes per a desenvolupar programes de bones pràctiques agràries apropiades a les condicions locals de cada àrea o país.
Els objectius específics comprenen des del compliment de les exigències de regulació del comerç i governs particulars (en particular en matèria d'innocuïtat i qualitat d'aliments), fins exigències més específiques d'especialitats o nínxols de mercat, però poden agrupar-se en quatre àmbits:
- la viabilitat econòmica.
- la sostenibilitat ambiental.
- l'acceptabilitat social.
- la seguretat, iniquitat i qualitat alimentària.

Tot i això, el rang d'objectius específics és molt ampli, i canvien molt segons les necessitats locals de cada zona. Així, per exemple, a la Unió Europea, l'èmfasi es posa sobretot en la sostenibilitat ambiental, amb objectius com:
- Conservar el sòl.

- Conservar l'aigua.
- Conservar la biodiversitat.
- Preservar el paisatge.
- Lluitar contra la contaminació per nitrats.
- Conservar la fauna autòctona.
- Evitar la dispersió de pesticides al medi.[1]

## Classificació de les Bones Pràctiques Agràries aplicant la legislació europea

### Bàsiques
- Complir la normativa vigent en l'ús d'aliments prohibits i anabolitzants.
- Complir amb les campanyes ofocials de Sanejament Obligatori (veterinari) en la ramaderia.
- Ús i tinença exclusivament de productes autoritzats.

### Principals
- Prohibit cremar el rostoll (en cereals, les restes de tija és millor enterrar-les).
- No llaurar a favor de pendent (millor llaurar seguint les corbes de nivell del terreny).
- No sobrepassar càrregues ramaderes (queda limitat el nombre màxim de caps per ha.)

### Secundàries
- En secà realitzar guarets obligatoris (en els casos tradicionals establerts).
- Conservar els nius de les espècies protegides
- Aïllament amb franges de 3 metres en cas de llindar amb parcel·les forestals amb alt risc d'incendi.
- Seguretat viària del vehicle i seguretat del treball
- Utilitzar de manera eficient els combustibles fòssils (gasoil, gasolina, etc.)
- Adequar-se a la normativa vigent de concessió d'aigües
- Mantenir el sistema de reg sense pèrdues d'aigua
- En les zones vulnerables (establertes legislativament) acomplir els nivells d'adobat segons un determinat programa d'acció.
- No aplicar fems i purins (fems líquids) en terrenys entollats o amb neu
- Actuar d'acord amb la normativa en les zones vulnerables de nitrats.
- Prohibit abocar fems i purins en fluxos d'aigua.
- Fer un maneig adequat de fems i purins.
- Respectar les indicacions dels fabricants de fitosanitaris
- La gestió d'envasos s'ha de fer d'acord amb les normes establertes per l'autoritat competent
- Eliminar les restes de poda
- Retirar de les parcel·les els plàstics emprats i altres residus i dipositar-los en llocs adequats.
- No abandonar els conreus un cop esgotada la seva vida útil (especialment els fruiters abandonats són focus de proliferatzió d'insectes i malalties.)
- Mantenir els conreus lliures de plagues, malalties i paràsits susceptibles de ser transmesos.